# Xu Yue
Xu Yue (徐岳, xú yuè) nom de lettres Gonghe (公河, gōnghé), né en 160 et décédé en 220, est un mathématicien et astronome de la Dynastie des Han orientaux (zh).
Il est notamment connu pour avoir rédigé « Notes sur les anciennes méthodes d’arithmétique (zh) » (数术记遗, Shùshù jìyí).